# Lenguas de Miracle-Gaiato
Las lenguas de Miracle-Gaiato (llengües de Miracle-Gaiato, en valenciano) son una estructura hidráulica situada en el municipio de Alboraya (Valencia). Constan de un partidor o tajamar situado en el interior de la acequia de Riquera o de Alboraya, dividiendo el caudal de agua de la misma en otros dos nuevos: el braç del Miracle, en su lado derecho y el braç del Gaiato, en el izquierdo.

## Historia
La primera vez que se mencionan estas lenguas es en el siglo XIX, en relación con un problema de organización del cultivo al norte del barranco del Carraixet.

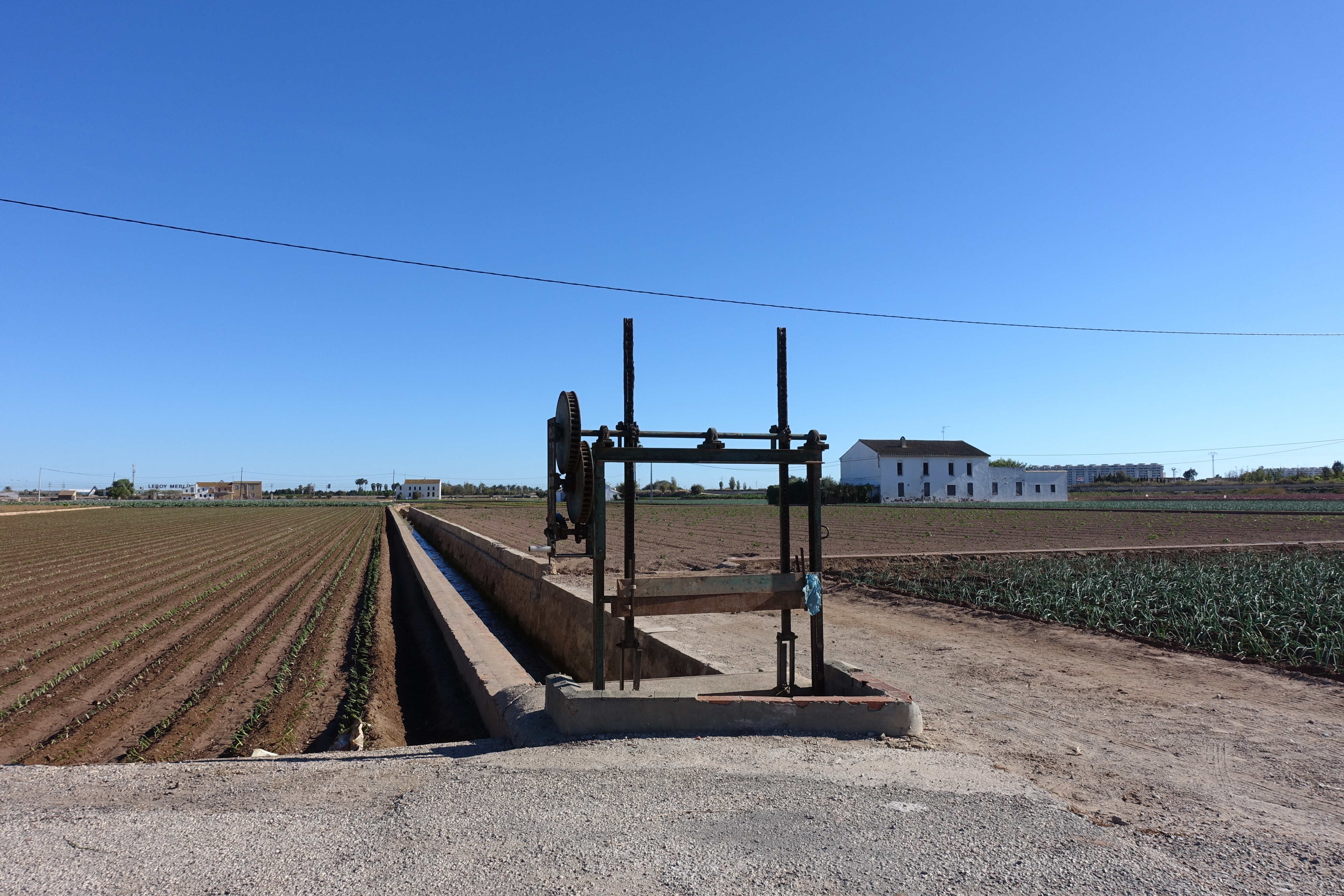
Braç del Gaiato, en Alboraya.

Las lenguas establecen una división entre el braç del Gaiato y el braç del Miracle, siendo el primero el responsable de irrigar la partida del Gaiato, la cual se encuentra al otro lado del barranco. Se optó por dividir el riego en lugar de hacerlo directamente desde el braç de les Basses de la acequia de Almàssera, evitando así cruzar el barranco del Carraixet. Esto indica una decisión deliberada de crear un punto de partida para regar por separado las tierras pertenecientes al término de Alboraya al otro lado del barranco, como una forma de municipalización del riego.
Se trata de un diseño de época moderna, aunque se emplee el mismo tipo de arquitectura que en otras acequias más antiguas.

## Descripción
La estructura consiste en un largo tajamar de piedra, revestido de hormigón, situado en el centro de la acequia de Riquera o de Alboraya, el cual divide el agua en dos partes proporcionales entre los brazos del Gaiato y el Miracle. El canal de la izquierda da lugar al braç del Gaiato, que continúa hacia el norte del término y cruza mediante un sifón el barranco del Carraixet, irrigando cultivos de Almàssera y la zona septentrional de Alboraya. Por su parte, el braç del Miracle (en la parte derecha) riega la superficie acotada al Norte por el barranco y al Sur por la acequia de la Mar, hasta llegar a la playa de Alboraya.

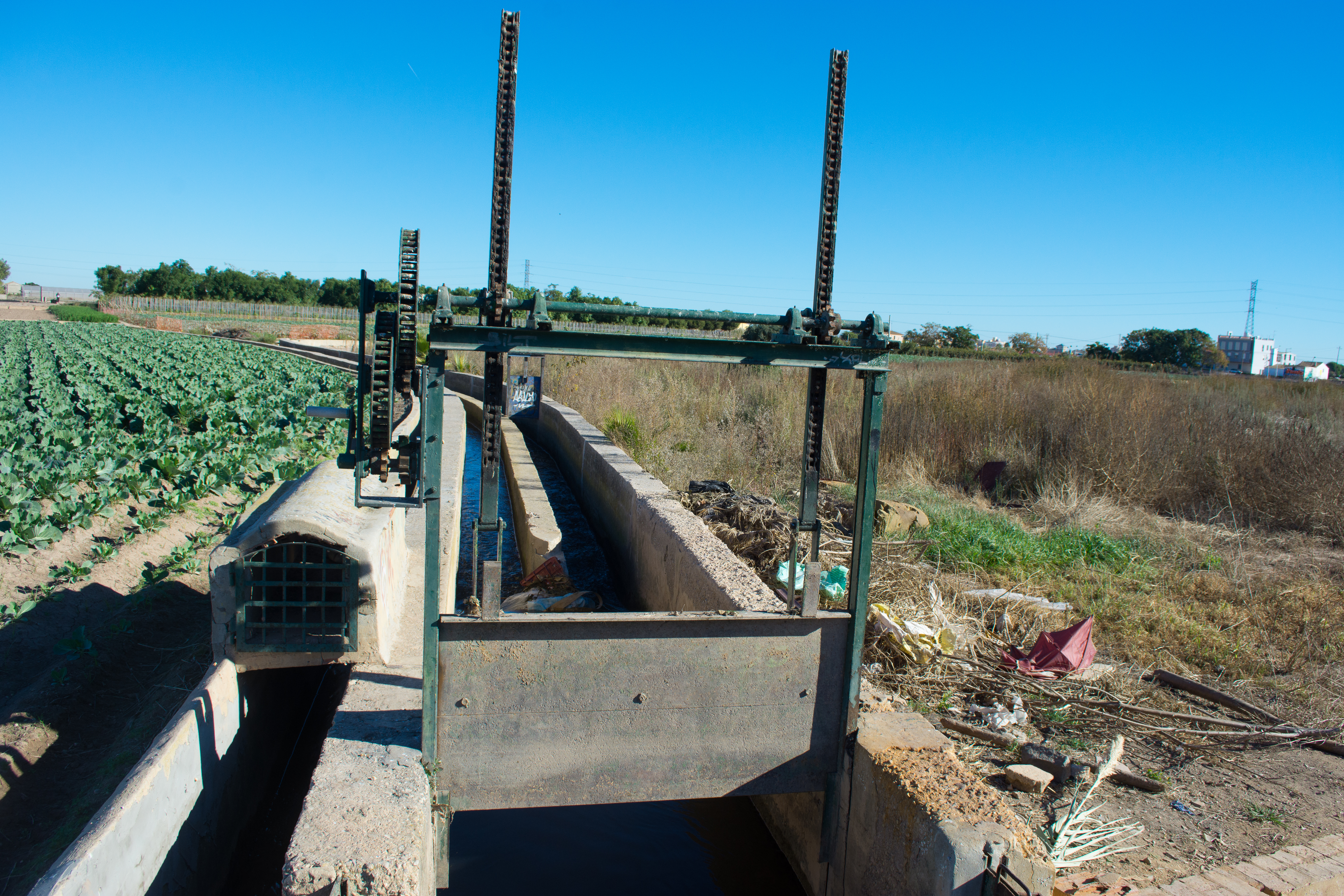
Torno o fila de las lenguas de Miracle-Gaiato.

A diferencia de otros partidores, las paredes laterales de la acequia son rectas en el lado derecho y oblicuas en el izquierdo (midiendo 63,5 y 89,5 cm., respectivamente), por lo que el ensanchamiento de la acequia se produce paulatinamente. Además, el tajamar y el espigón central de tierra son muy estrechos y no parecen haber utilizado sillares, con el objetivo de facilitar una correcta partición del caudal.
Por otro lado, existen varias compuertas en sus inmediaciones que ayudan a distribuir el agua según los turnos de riego, así como un pequeño escalón (conocido como “salvat”) que genera un desnivel brusco para acelerar la velocidad de la corriente antes de su división.

## Valor patrimonial
Aunque el partidor ha sufrido algunas modificaciones respecto a su apariencia original del siglo XIX (revestimiento de hormigón e instalación de compuertas metálicas) y no es tan antiguo como otros de la huerta valenciana, sigue manteniendo su función primitiva y formando parte de su entorno histórico tradicional. Por ello, deben establecerse las medidas necesarias para preservarlo y protegerlo, más aún teniendo en cuenta el proceso de desaparición de muchas de estas estructuras hidráulicas.